# 馬來文化館
马来文化馆（英語：Malay Heritage Centre；爪夷文：تامن واريثن ملايو‎）是一家位于新加坡甘榜格南的文化中心与博物馆。主要展示新加坡马来人的起源、历史与物质文化。

## 历史
马来文化馆位于甘榜格南的苏丹皇宫，由柔佛苏丹阿里·依斯干达·沙于1842年下令所建。后由于苏丹继承权陷入争端，该建筑于1897年被收归国有。1999年7月28日，马来遗产基金会（Malay Heritage Foundation）成立，并于同年开始对苏丹皇宫进行重大修复。 修复工程完成后，该建筑作为马来文化馆于2005年6月4日重新开放，占地8000平方米。
在马来文化馆的场地上生长有茂盛的格兰树，展示有一艘马来船的复制品，船上刻有布吉人及其贸易相关历史。该中心本身通过历史艺术品、多媒体和立体展览以及展品的形式，保存并展示新加坡马来人的文化与遗产。 
该中心还组织马来文化节目与讲习班。在2008年之前，这些活动与其他筹款活动贡献了马来文化馆三分之二的运营费用。2008年，新加坡政府宣布每年将向文化馆提供170万新加坡元的资金，是之前提供资金的三倍。这些资金，以及新加坡国家遗产委员会的额外援助，将推动马来文化馆成为国际水平的博物馆，并提供其与印度尼西亚和马来西亚的其他顶级区域性博物馆合作的机会。
2011年8月，马来文化馆因大规模翻修而关闭，后于2012年9月1日重新开放。

## 画廊

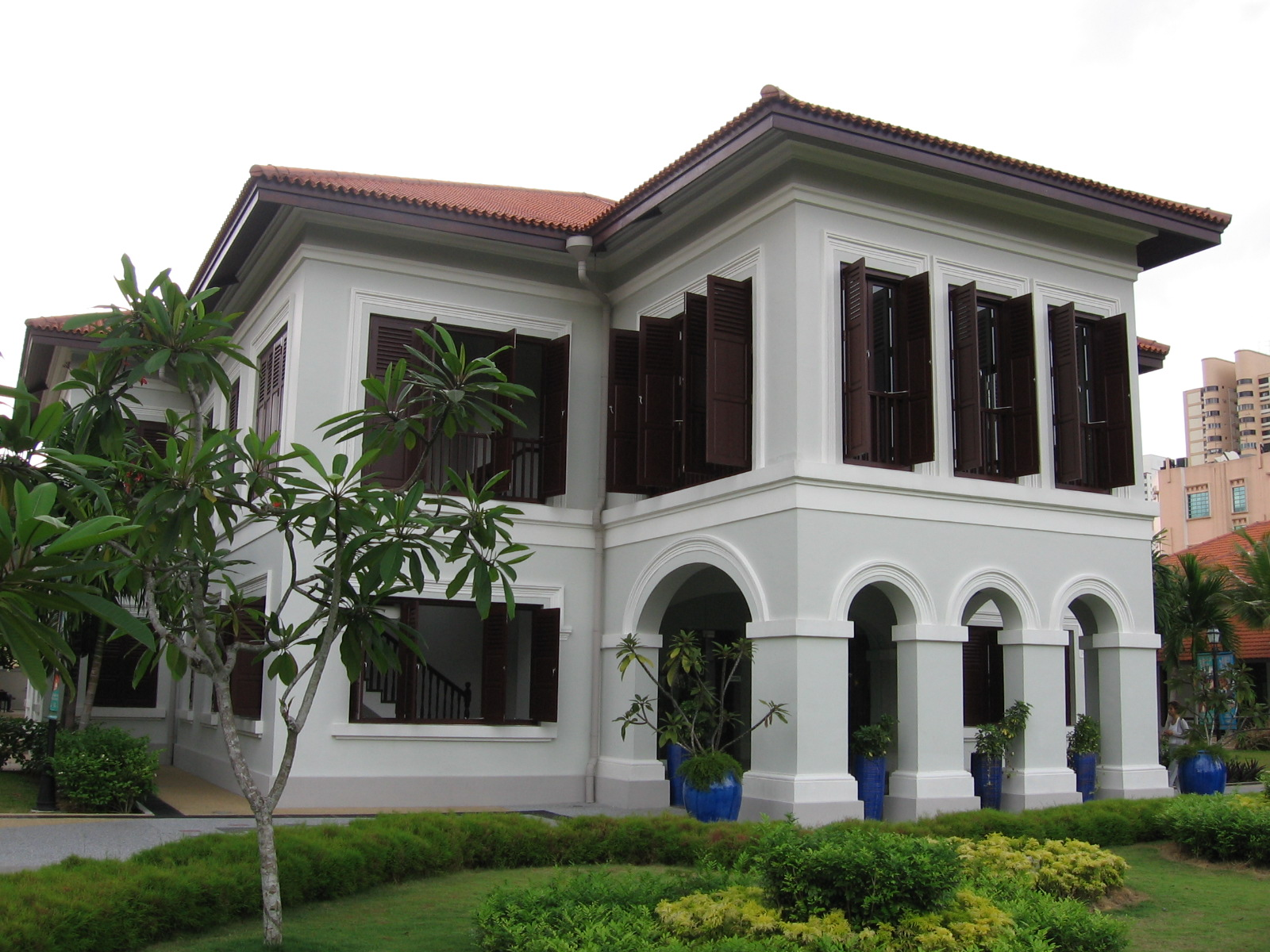
位于马来文化馆的苏丹皇宫
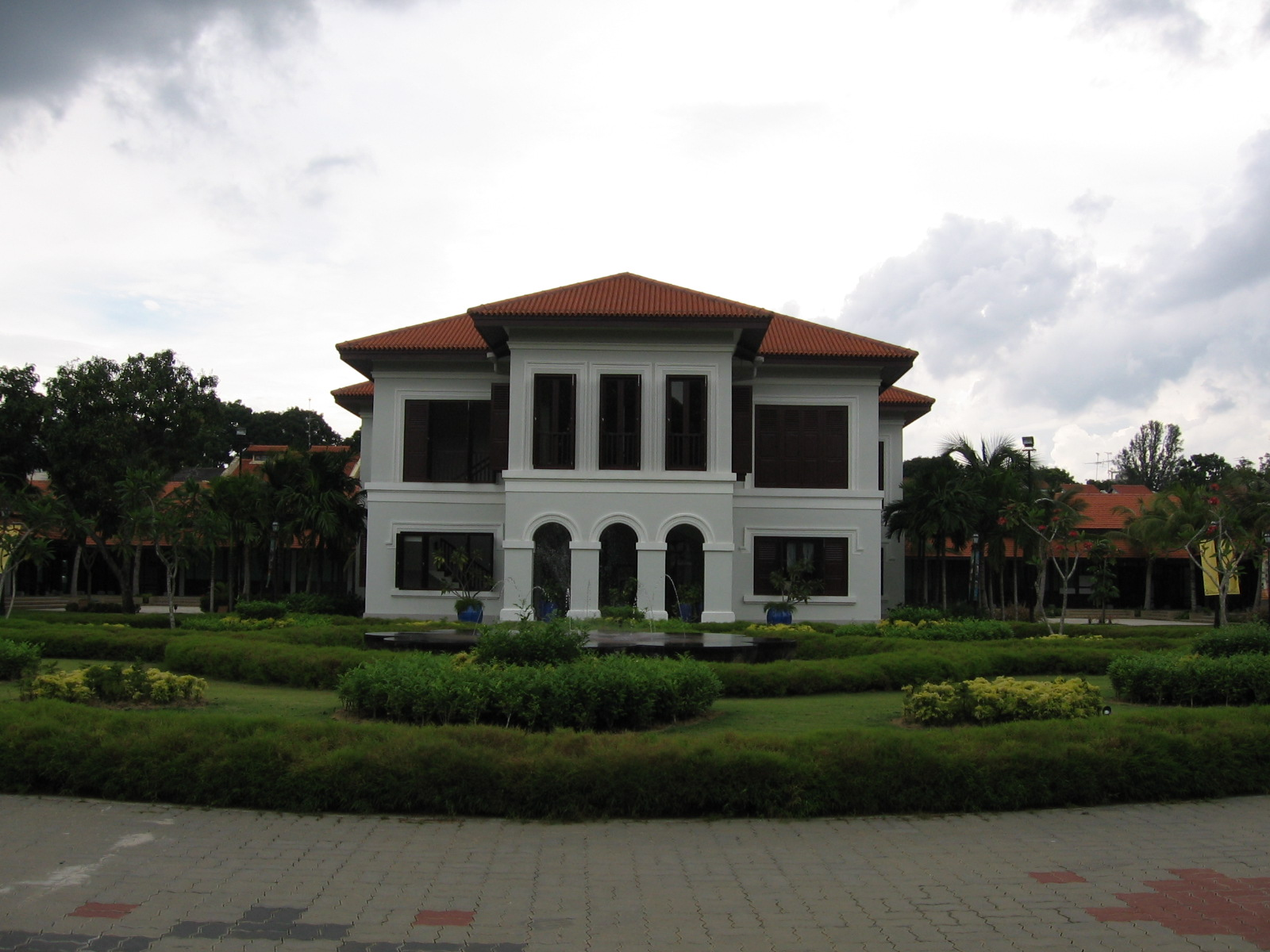
苏丹皇宫
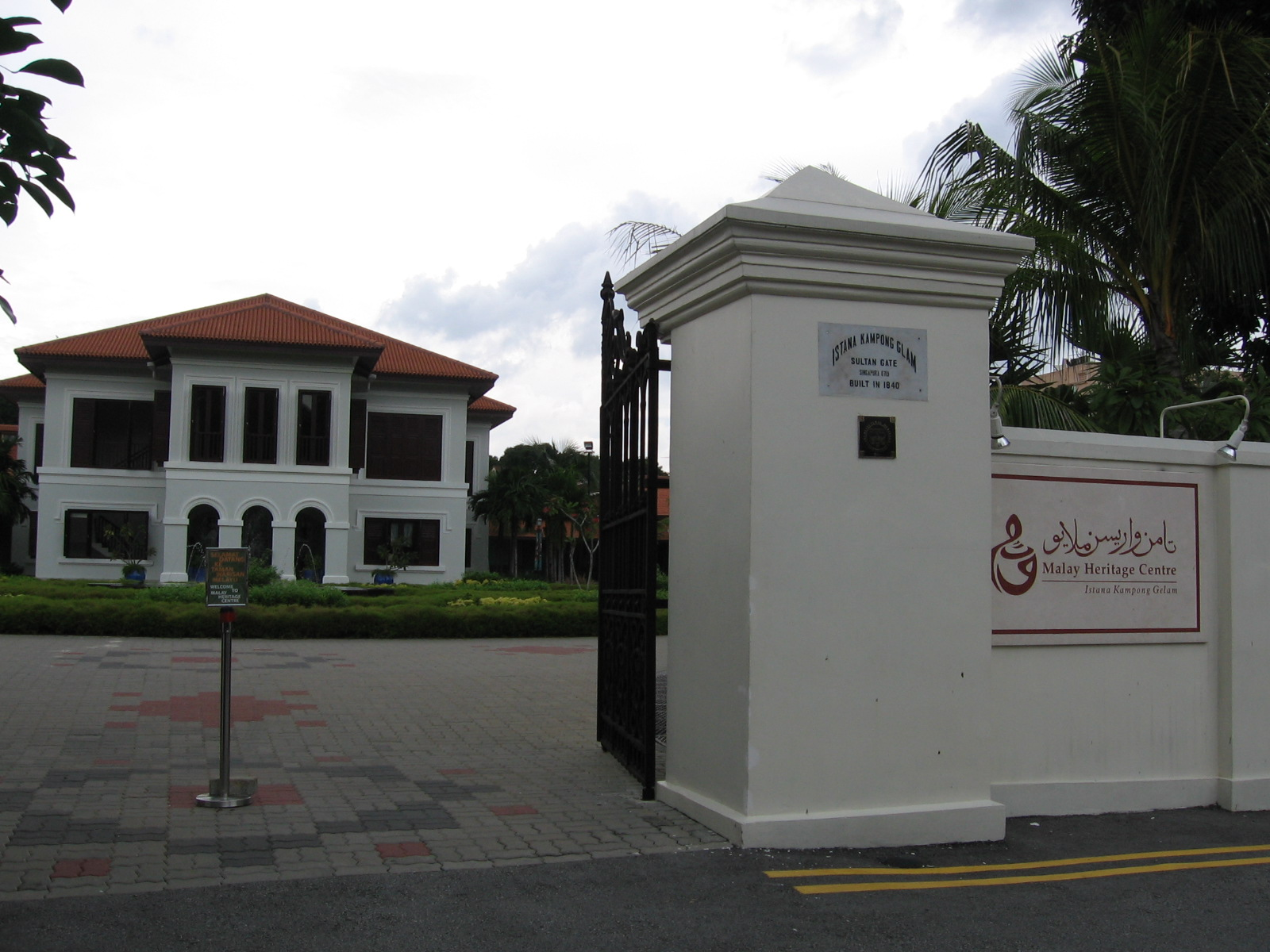
苏丹皇宫
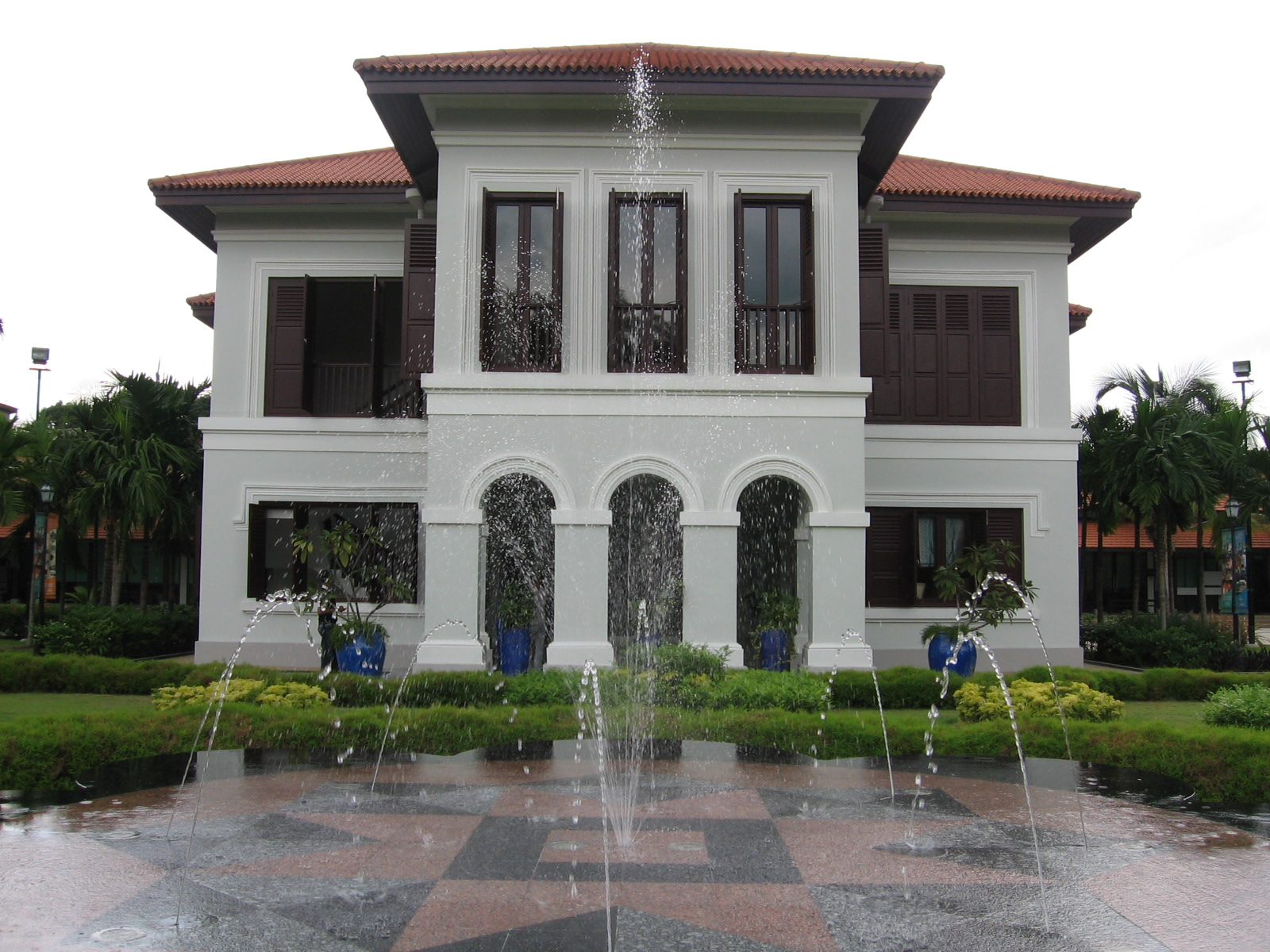
苏丹皇宫
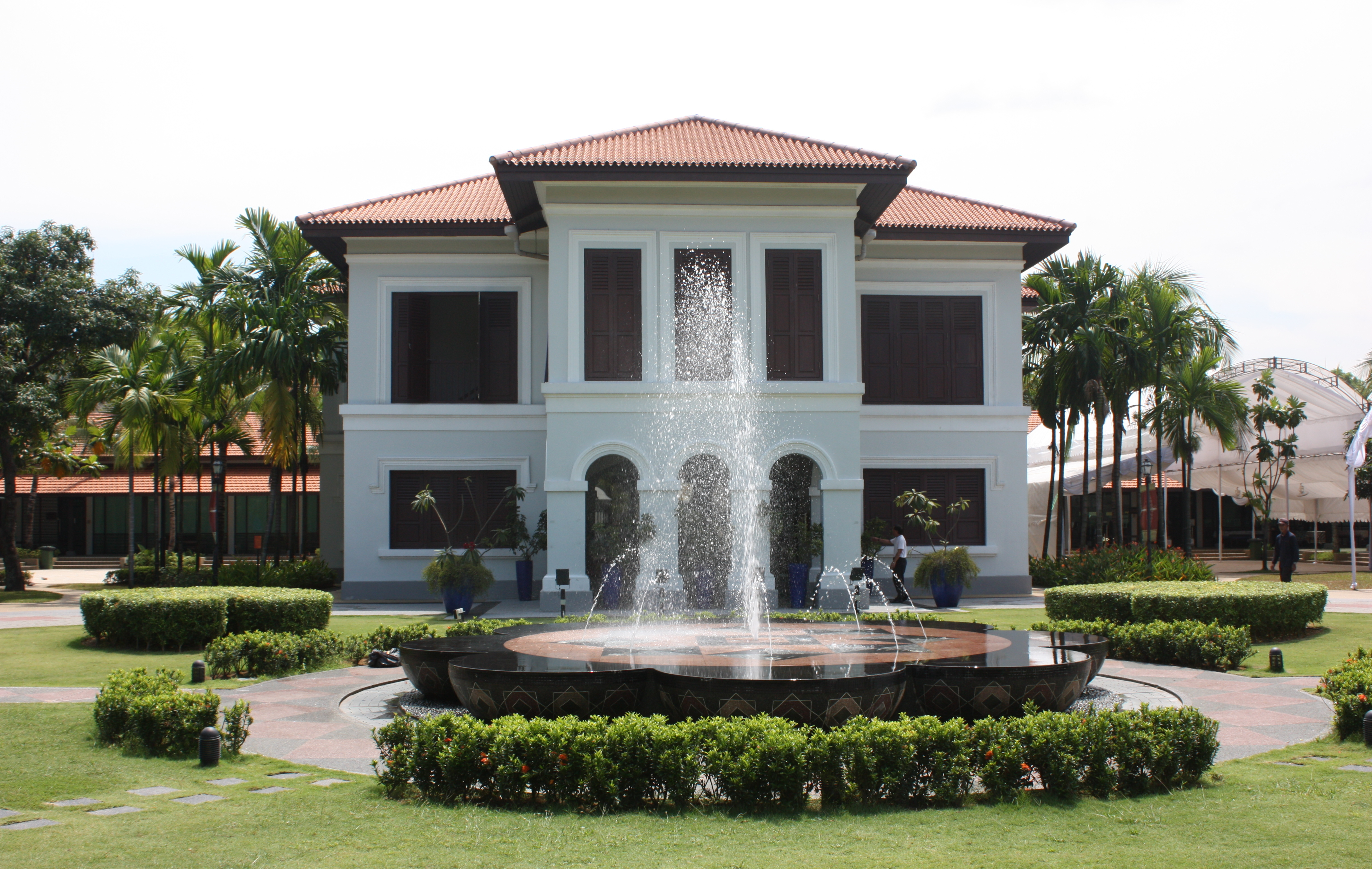
苏丹皇宫与门前的喷泉
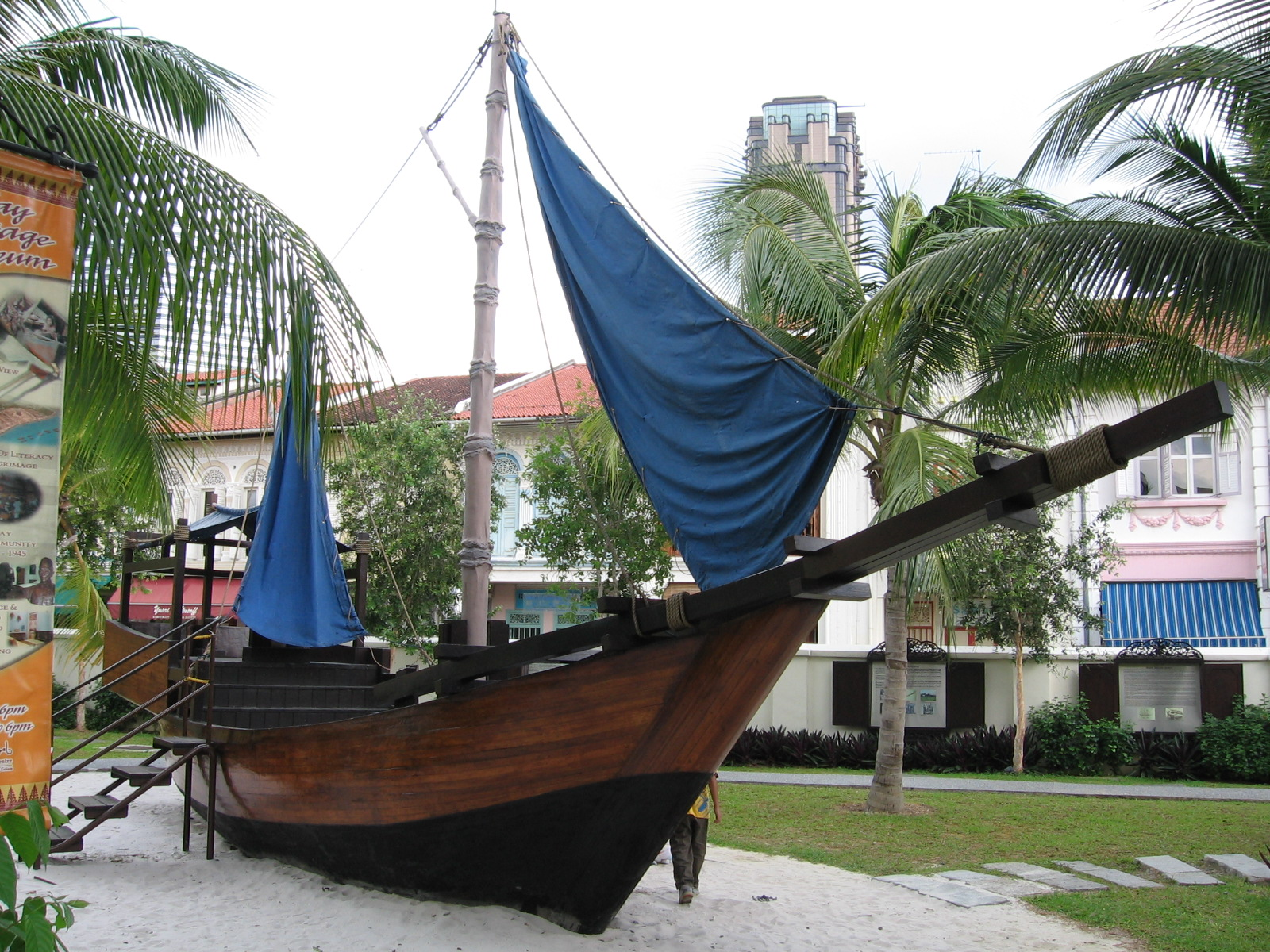
马来船